# Flossenbürg
Flossenbürg là một đô thị ở huyện Neustadt (Waldnaab) bang Bayern thuộc nước Đức.